# Dionís Vidal

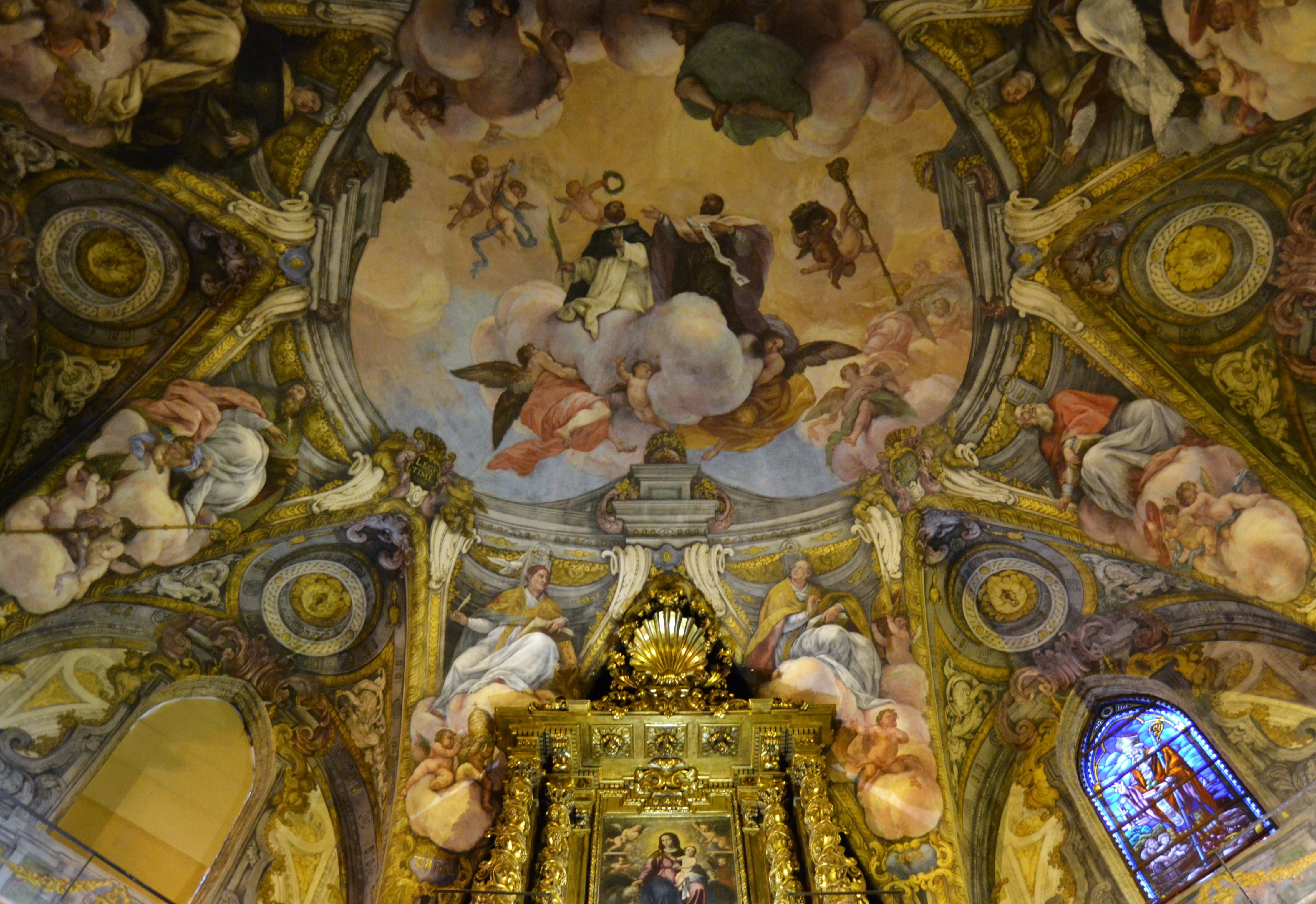
Detalle de los frescos de la bóveda de la Iglesia de San Nicolás de Bari y San Pedro Mártir de Valencia.

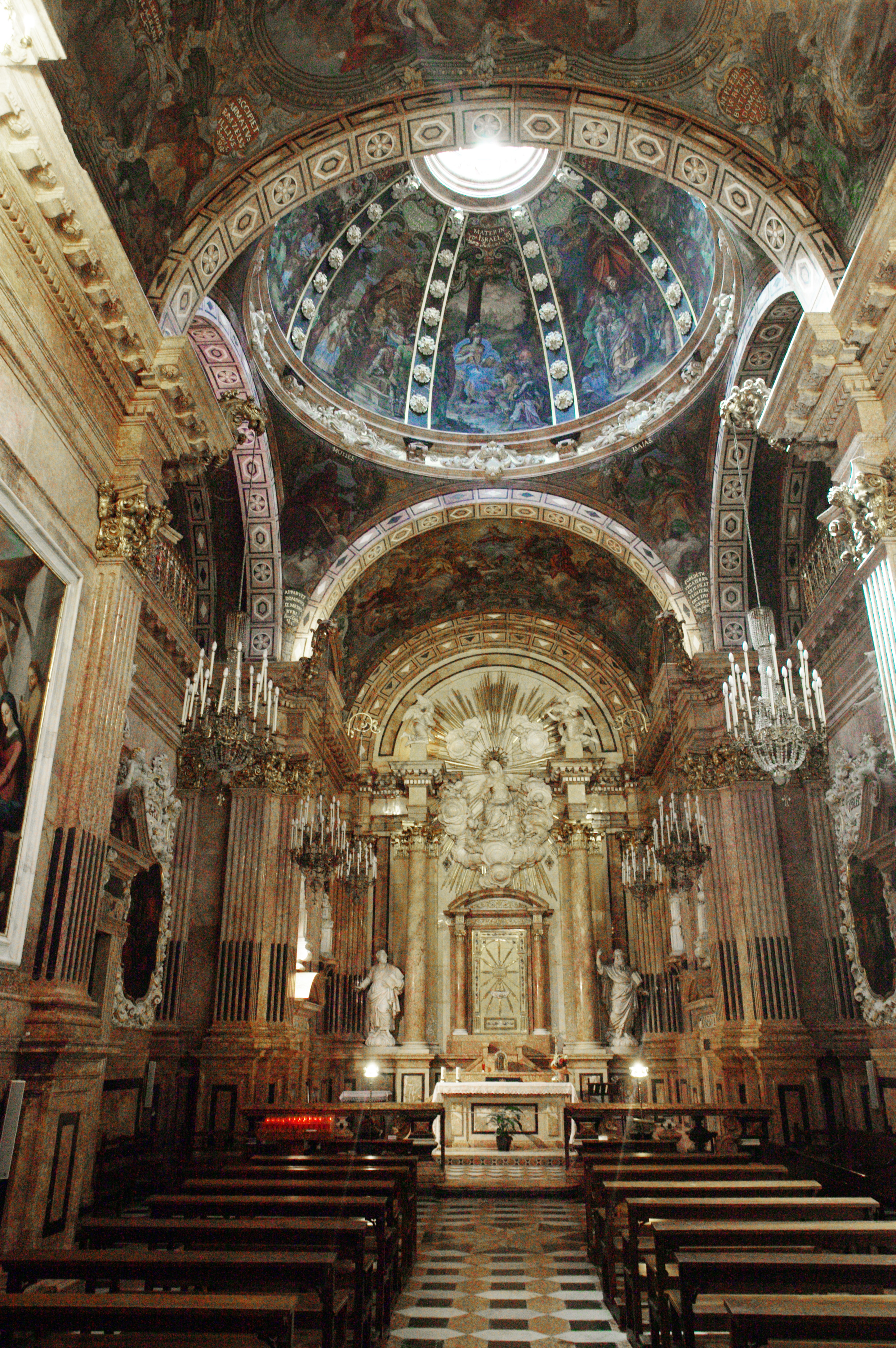
Capilla de la Virgen de la Cinta de la Catedral de Tortosa, pintada al fresco por Dionís Vidal y Josep Medina.

Dionís Vidal (Valencia c. 1670-Tortosa, 1721), fue un pintor barroco español, discípulo de Antonio Palomino.

## Biografía y obra
Formado, supuestamente, en Madrid con Palomino, de regreso a Valencia, donde no aparece documentado hasta 1689, tuvo la oportunidad de recibir y acompañar a su maestro cuando se desplazó a aquella ciudad en 1697 para pintar en la iglesia de los Santos Juanes. Conforme a modelos ideados y diseñados por su maestro pintó al fresco en 1700 las bóvedas de la parroquia de San Nicolás. Las historias y alegorías referidas a las vidas de san Nicolás y de san Pedro Mártir, antiguo titular del templo, que cubren las bóvedas góticas liberadas de nervaduras, ideadas por Palomino y ejecutadas por Vidal, las describió extensamente el primero en el segundo tomo, capítulo séptimo, de su Museo pictórico y escala óptica.
Pintó también al fresco, según Ceán Bermúdez, en las iglesias valencianas de San Bartolomé y del Remedio,  y en la parroquia de Nuestra Señora de la Misericordia o de la Mare de Déu de Campanar, donde según Ceán se ocupó de los símbolos eucarísticos del trasagrario y podrían corresponderle también los símbolos marianos de la cúpula.
En Teruel pintó al temple el monumento de Semana Santa para la catedral y la cúpula de la iglesia del convento de clarisas, ambas obras desaparecidas. Marchó luego a Tortosa donde falleció antes de concluir las pinturas al fresco de la capilla de la Virgen de la Cinta de su catedral, concluidas por su discípulo, el también valenciano Josep Medina. Lo pintado cubre las bóvedas de la capilla, con las escenas de la Asunción o Descensión de la Virgen sobre Tortosa y la Coronación de la Virgen en los tramos de la nave y el presbiterio, ocho heroínas bíblicas en la cúpula y el patriarca Moisés con los profetas Isaías, Jeremías y Ezequiel en las pechinas, en un estilo estrechamente deudor del de su maestro y algo más seco.